# Mohammed Zaman Kiani
Mohammed Zaman Kiani (Rawalpindi, 1º ottobre 1910 – Islamabad, 4 giugno 1981) è stato un generale e politico pakistano. Fu un ufficiale dell'esercito anglo-indiano che in seguito si arruolò nell'Esercito Nazionale Indiano e fu nominato capo di stato maggiore generale. Ottenne la Spada d'Onore dall'Accademia Militare Indiana e si unì al Reggimento Punjab 14/1 (ora 5 Punjab, nell'esercito pakistano).
Mentre era sul fronte della Birmania, insieme al suo reggimento, si unì al governo dell'Azad Hind, guidato da Subhas Chandra Bose, e combatté contro il Raj britannico.
Dopo l'indipendenza indiana, Kiani si trasferì in Pakistan, prestò servizio come agente politico dell'Agenzia Gilgit e fu anche Ministro dell'Informazione nel governo di Muhammad Zia-ul-Haq. I suoi contributi all'Azad Hind furono in seguito riconosciuti e gli fu conferita la medaglia Netaji postuma dal governo indiano.

## Biografia

### Primi anni
Mohammad Zaman Kiani nacque nel 1910.
Era un appassionato giocatore di hockey su prato in gioventù. Si arruolò nell'esercito anglo-indiano nel 1931 presso l'Accademia Militare Indiana a Dehradun. Vinse la Spada d'Onore e la medaglia d'oro per il più eccezionale cadetto nel 1935 presso l'Accademia, e fu incaricato nel 1º battaglione del 14º Reggimento Punjab come secondo tenente.

### Seconda guerra mondiale e Azad Hind
Nel marzo 1941 il 1º battaglione del 14º reggimento del Punjab fu inviato in Malesia e combatté nella campagna durante la seconda guerra mondiale e fu fatto prigioniero di guerra. Successivamente entrò a far parte del Primo Esercito Nazionale Indiano (ENI), quando fu formato nel 1942 sotto il comando di Mohan Singh. Dopo che questo esercito crollò a causa di disaccordi con i giapponesi, la Lega dell'Indipendenza Indiana pose Kiani come comandante dei resti dell'esercito, con Jaganath Rao Bhonsle come Direttore dell'Ufficio Militare. Dopo l'arrivo di Subhas Chandra Bose nel 1943 e la rinascita dell'Esercito Nazionale Indiano, oltre alla proclamazione del governo dell'India Libera, Kiani fu nominato comandante della prima divisione, che guidò durante l'invasione dell'India nel 1944. Al tempo della caduta di Rangoon, Kiani guidava il personale dell'Esercito Nazionale Indiano e del governo dell'Azad Hind che, insieme a Bose, marciò a Bangkok. Dopo che Bose volò a Tokyo nell'agosto 1945, Kiani si arrese alla 5ª Divisione britannica a Singapore il 25 agosto 1945 come comandante dell'ENI, insieme al resto delle sue truppe. Fu rimpatriato in India e internato fino al 1946, prima di essere scarcerato e congedato dall'esercito anglo-indiano.

### Ribellione di Poonch
Dopo la divisione dell'India, Kiani tornò a Rawalpindi dopo l'indipendenza del Pakistan nel 1947.
Nel settembre 1947, il primo ministro pakistano Liaquat Ali Khan e il ministro Punjab Shaukat Hayat Khan lo incaricarono del fronte meridionale della guerra del Pakistan per rovesciare Hari Singh, Maharaja di Kashmir e Jammu. Il generale Kiani istituì un quartier generale, GHQ Azad, con sede nella città di Gujrat. Da qui, le forze di Kiani organizzarono operazioni di assalto al confine con il Kashmir e diressero i ribelli del Kashmir a Poonch, portando infine alla formazione dell'Azad Kashmir. Il brigadiere Habibur Rehman fu il suo capo di stato maggiore.

### Vita successiva
Kiani fu nominato successivamente agente politico del governo del Pakistan a Gilgit. Mentre era in pensione a Rawalpindi scrisse le sue memorie. Sono stati pubblicati dopo la sua morte:
- 1994, ISBN 81-85972-04-4.    1994, ISBN 81-85972-04-4.